# Всемирная история, часть 2
«Всемирная история, часть 2» (англ. History of the World, Part II) — американский скетч-комедийный сериал, премьера которого состоялась 6 марта 2023 года на Hulu. Режиссёром и продюсером сериала выступает Мел Брукс. Сериал является продолжением художественного и комедийного фильма 1981 года «Всемирная история, часть 1», чьим режиссёром также является Мел Брукс. Как и в предыдущем фильме, в сериале представлены зарисовки, пародирующие события из разных периодов человеческой истории и легенд.

## Синопсис
После более чем 40-летнего ожидания наконец-то появилось продолжение оригинального фильма Мела Брукса «Всемирная история, часть 1», в каждом эпизоде которого представлены различные зарисовки, которые переносят нас в разные периоды истории человечества.

## Актёрский состав
В актёрском составе будет несколько актёров, которые также входят в число сценаристов сериала:.
- Мел Брукс — Рассказчик
- Ванда Сайкс — Различные персонажи
- Ник Кролл — Различные персонажи
- Айк Баринхолц — Различные персонажи

## Эпизоды
| № | Название | Режиссёр                                          | Автор сценария | Дата премьеры     |
| --- | -------- | ------------------------------------------------- | --- | ----------------- |
| 1 | «I»      | Элис Матиас, Дэвид Стассен, Ник Кролл, Лэнс Бэнгс | Айк Баринхолц, Эмми Блотник, Гай Бранум, Мел Брукс, Оуэн Берк, Адам Каунти, Лэнс Краутер, Ана Фабрега, Фрэн Гиллеспи, Джанель Джеймс, Дженнифер Ким, Ник Кролл, Серджио Серна, Дэвид Стассен, Ванда Сайкс | 6 марта 2023 года |
| Первый сюжетный скетч: В 1865 году президент Линкольн поручает Улисс С. Гранту присматривать за своим сыном Робертом Тоддом, поскольку Гражданская война близится к концу. Грант решает отправиться в Западную Вирджинию в поисках алкоголя. Второй сюжетный скетч: Семья Романовых убита, а принцесса Анастасия похищена на заре русской революции. Тем временем семья еврейских торговцев грязью решает переехать в Москву. Распутин убит актёрским составом Чудаков. Третий сюжетный скетч: В 400 году до нашей эры в Индии Ватсьяяна представляет поваренную книгу, как продолжение Камасутры. Четвёртый сюжетный скетч: Три пещерные женщины обнаруживают огонь, пытаясь зажечь косяк. Пятый сюжетный скетч: Новобранец изо всех сил пытается вписаться в комнату писателей Уильяма Шекспира. Шестой сюжетный скетч: Реакция спортивных комментаторов на Гитлера на льду. |          |                                                   | |                   |
| 2 | «II»     | Элис Матиас, Дэвид Стассен                        | Айк Баринхолц, Эмми Блотник, Гай Бранум, Мел Брукс, Оуэн Бёрк, Адам Каунти, Лэнс Краутер, Ана Фабрега, Фрэн Гиллеспи, Джанель Джеймс, Дженнифер Ким, Ник Кролл, Серхио Серна, Дэвид Стассен, Ванда Сайкс  | 6 марта 2023 года |
| Первый сюжетный скетч: Группа солдат страдает морской болезнью в день «Д». Второй сюжетный скетч: В пародии на Умерь свой энтузиазм Иуда предаёт Иисуса за тридцать сребреников. Третий сюжетный скетч: В 1972 году Ширли Чисхолм снимает ситком о своей жизни в рамках своей президентской кампании. Четвёртый сюжетный скетч: Грант и Тодд направляются в Западную Вирджинию в поисках спиртного, но в конечном итоге их держат под прицелом в салуне. |          |                                                   | |                   |
| 3 | «III»    | Элис Матиас, Дэвид Стассен                        | Айк Баринхолц, Эмми Блотник, Гай Бранум, Мел Брукс, Оуэн Бёрк, Адам Каунти, Лэнс Краутер, Ана Фабрега, Фрэн Гиллеспи, Джанель Джеймс, Дженнифер Ким, Ник Кролл, Серхио Серна, Дэвид Стассен, Ванда Сайкс  | 7 марта 2023 года |
| Первый сюжетный скетч: После изобретения телефона Александр Грэйам Белл получает первый звонок от чудака. Ной наполняет свой ковчег только собаками, а Зигмунд Фрейд даёт мастер-класс по психоанализу. Второй сюжетный скетч: Трое солдат Союза теряются, пытаясь спасти Гранта из Западной Вирджинии. Они натыкаются на подземную железную дорогу, где Гарриет Табмен указывает им правильное направление. Третий сюжетный скетч: В Москве Шмук Мудман устраивается подавать обед в политбюро Владимира Ленина, где запуганный Иосиф Сталин мечтает возглавить его. Жена Шмука, Фанни, замышляет убийство Ленина. Их сын Джоши находит скрывающуюся принцессу Анастасию, и они влюбляются друг в друга. |          |                                                   | |                   |
| 4 | «IV»     | Элис Матиас, Дэвид Стассен, Ник Кролл, Лэнс Бэнгс | Айк Баринхолц, Эмми Блотник, Гай Бранум, Мел Брукс, Оуэн Бёрк, Адам Каунти, Лэнс Краутер, Ана Фабрега, Фрэн Гиллеспи, Джанель Джеймс, Дженнифер Ким, Ник Кролл, Серхио Серна, Дэвид Стассен, Ванда Сайкс  | 7 марта 2023 года |
| Первый сюжетный скетч: В Мезоамерике жертвенная дева пытается заявить, что занималась сексом. Второй сюжетный скетч: В России Фанни использует тележку с едой своего мужа, чтобы пробраться в залы политбюро и застрелить Ленина, а Сталин тайно помогает ей умереть. Третий сюжетный скетч: Джоши и Анастасия объявляют о помолвке, и семья решает эмигрировать в Америку. Четвёртый сюжетный скетч: В древней Иудее у Иисуса и Марии Магдалины первое свидание. Пятый сюжетный скетч: В Древнем Египте мошенник заманивает пару в пирамиду схемой пирамид. |          |                                                   | |                   |
| 5 | «V»      | Элис Матиас, Лэнс Бэнгс                           | Айк Баринхолц, Эмми Блотник, Гай Бранум, Мел Брукс, Оуэн Бёрк, Адам Каунти, Лэнс Краутер, Ана Фабрега, Фрэн Гиллеспи, Джанель Джеймс, Дженнифер Ким, Ник Кролл, Серхио Серна, Дэвид Стассен, Ванда Сайкс  | 8 марта 2023 года |
| Первый сюжетный скетч: Галилео появляется на TikTok. Второй сюжетный скетч: Генерала Гранта и Роберта Тодда Линкольна спасает Гарриет Табман. Третий сюжетный скетч: Ширли Чизхолм навещает Джорджа Уоллеса в больнице. Четвёртый сюжетный скетч: Фотографы на Ялтинской конференции стараются сделать всё весело. |          |                                                   | |                   |
| 6 | «VI»     | Элис Матиас, Дэвид Стассен                        | Айк Баринхолц, Эмми Блотник, Гай Бранум, Мел Брукс, Оуэн Бёрк, Адам Каунти, Лэнс Краутер, Ана Фабрега, Фрэн Гиллеспи, Джанель Джеймс, Дженнифер Ким, Ник Кролл, Серхио Серна, Дэвид Стассен, Ванда Сайкс  | 8 марта 2023 года |
| Первый сюжетный скетч: У Иисуса и Апостолов последний переговор. Второй сюжетный скетч: Генералы Грант и Ли пытаются подписать соглашение в Здании суда Аппоматтокса, но назойливый нотариус хочет сделать все по правилам. Третий сюжетный скетч: Хубилай объясняет, что он, вероятно, твой предок. Четвёртый сюжетный скетч: Бизнесмен рекламирует свой бизнес по демонтажу и перепродаже спорных статуй. Пятый сюжетный скетч: Амелия Эрхарт и Бесси Коулман рекламируют свой «пилот-бар» в Бермудском треугольнике. |          |                                                   | |                   |
| 7 | «VII»    | Элис Матиас                                       | Айк Баринхолц, Эмми Блотник, Гай Бранум, Мел Брукс, Оуэн Бёрк, Адам Каунти, Лэнс Краутер, Ана Фабрега, Фрэн Гиллеспи, Джанель Джеймс, Дженнифер Ким, Ник Кролл, Серджио Серна,                            | 9 марта 2023 года |
| Первый сюжетный скетч: На Мирных соглашениях в Осло фракции спорят о том, кто первым создал хумус. Второй сюжетный скетч: Ширли Чизхолм и её муж отдыхают в Отеле Уотергейт, пока Ширли пытается произвести впечатление на Джесси Джексон и Глорию Стайнем, чьи собрания также собираются там. Третий сюжетный скетч: Тифоид Мэри ведёт прямую трансляцию своего кулинарного шоу. Четвёртый сюжетный скетч: Иисус и апостолы произносят проповедь на крыше. Пятый сюжетный скетч: Настоящие домохозяйки Хубилай-хана спорят о привязанностях великого хана. |          |                                                   | |                   |
| 8 | «VIII»   | Элис Матиас, Дэвид Стассен, Ник Кролл             | Айк Баринхолц, Эмми Блотник, Гай Бранум, Мел Брукс, Оуэн Бёрк, Адам Каунти, Лэнс Краутер, Ана Фабрега, Фрэн Гиллеспи, Джанель Джеймс, Дженнифер Ким, Ник Кролл, Серджио Серна,                            | 9 марта 2023 года |
| Первый сюжетный скетч: Два жителя Восточного Берлина случайно проникли в мужской туалет. Второй сюжетный скетч: Первый Никейский собор решает задним числом сделать Иисуса белым, в конечном итоге превратив его в звезду боевиков. Третий сюжетный скетч: Тедди Рузвельт платит за курс бодибилдинга. Четвёртый сюжетный скетч: Чисхолмы едут на Национальный съезд Демократической партии 1972 года. |          |                                                   | |                   |

## Производство
Несмотря на то, что первый фильм назывался «Всемирная история, часть 1», а в конце фильма анонсировалось продолжение и были показаны отрывки из трех «будущих» эпизодов, изначально планов на продолжение не было. Название первого фильма было шуточной отсылкой к пьесе «История мира» сэра Уолтера Рэли, которую когда-то давно планировалось опубликовать в нескольких томах, но был завершен только первый.
Однако в октябре 2021 года Hulu и Searchlight Television объявили, что в разработке находится продолжение в виде сериала под названием «Всемирная история, часть 2», производство которого началось весной 2022 года. Мел Брукс стал продюсером и режиссёром сериала вместе с Вандой Сайкс, Айком Баринхолцем и Ником Кроллом, которые также исполнят некоторые роли в фильме.

## Релиз
Премьера первых двух серий состоялась 6 марта 2023 года в США, а остальные серии были выпущены в течение следующих трех дней. Сериал также был выпущен на Disney+ на международном уровне, в том числе в Канаде, Австралии и Новой Зеландии.

## Приём

### Аудитория зрителей
По данным Hulu, «История мира, часть 2» стала самым просматриваемым оригинальным сериалом Hulu Original 2023 года за первую неделю запуска.

### Критика
На сайте Rotten Tomatoes 73 % на основе 51 рецензий критиков являются положительными со средней оценкой 6,8/10. Консенсус веб-сайта гласит: «Ник Кролл берёт эстафету у Мела Брукса и заставляет его гордиться серией скетчей, состоящих из звёзд, которые так же невероятно забавны — и так же случайны — как и оригинальный фильм». Metacritic, использующий средневзвешенное значение, присвоил фильму оценку 64 из 100 на основе 22 рецензий критиков, что означает «в целом благоприятные рецензии».

### Награды
| Год  | Награда                                     | Категория                                                                                  | Номинант(ы)                                                                       | Результат | Ссылки |
| ---- | ------------------------------------------- | ------------------------------------------------------------------------------------------ | --------------------------------------------------------------------------------- | --------- | ------ |
| 2023 | Прайм-таймовая премия «Эмми»                | Выдающийся монтаж изображений для развлекательных программ                                 | Энджел Гамбоа Брайант, Стефани Фило, Дэниел Флешер и Джордж Мандл (Эпизод: "III") | Номинация | [ 16 ] |
| 2023 | Прайм-таймовая премия «Эмми»                | Премия «Эмми» за лучшее озвучивание персонажа                                              | Мел Брукс (Эпизод: "VIII")                                                        | Номинация | [ 17 ] |
| 2024 | Премия Гильдии художников-постановщиков США | Превосходство в художественном оформлении для варьете, реалити-шоу или конкурсных сериалов | Моника Сотто (для "VIII")                                                         | Номинация | [ 18 ] |

## Будущее
Дэвид Стассен сказал, что он будет участвовать в третьей части и хотел бы показать больше исторических личностей и эпох. Памела Эдлон также сказала, что она хотела бы принять участие во втором сезоне. Джей Эллис, который играет Иисуса Христа, сказал, что хотел бы сыграть мэра Эрика Адамса, в то время как Зази Битц, которая играет Марию Магдалину, сказала, что ей было бы интересно сыграть Жозефину Бейкер. Джош Гэд, который играет Уильяма Шекспира, сказал, что если бы ему дали ещё одну попытку, он хотел бы сыграть молодого Сета Рогена.